# Aillevillers-et-Lyaumont
Aillevillers-et-Lyaumont település Franciaországban, Haute-Saône megyében. Lakosainak száma 1440 fő (2022. január 1.). Aillevillers-et-Lyaumont Le Clerjus, Plombières-les-Bains, Bouligney, Corbenay, Trémonzey, Fleurey-lès-Saint-Loup, Magnoncourt, Saint-Loup-sur-Semouse, La Vaivre, Fougerolles-Saint-Valbert és Fontenoy-le-Château községekkel határos.

## Népesség
A település népességének változása:
| Lakosok száma | 1617 | 1584 | 1698 | 1551 | 1520 | 1490 | 1488 | 1479 | 1440 |
|               | 2013 | 2015 | 2016 | 2017 | 2018 | 2019 | 2020 | 2021 | 2022 |